# Враговицький арборетум

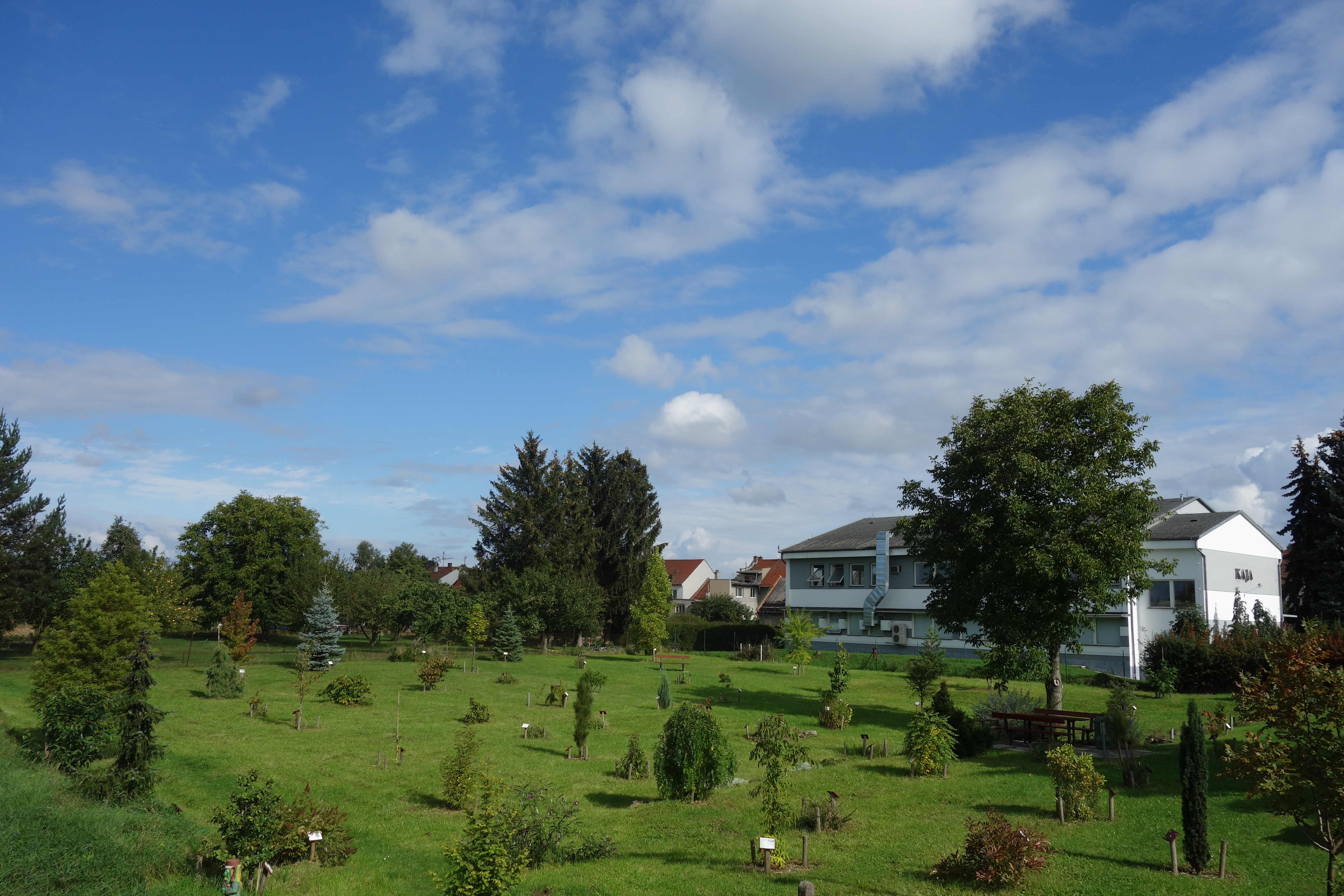
Арборетум Враговіце

Враго́вицький арборе́тум (чеськ. Arboretum Vrahovice) — невеликий дендропарк, розташований у Враговицях, Чехія. Він відкритий для відвідувачів щодня без перерви.
Враговицький арборетум був створений «Громадою за старе Враговіиці» в 2010 році, дерева висадили у 2010–2015 роках. В арборетумі ростуть дерева і чагарники, що походять з Північної Америки, Європи та Азії
.